# M13彈鏈

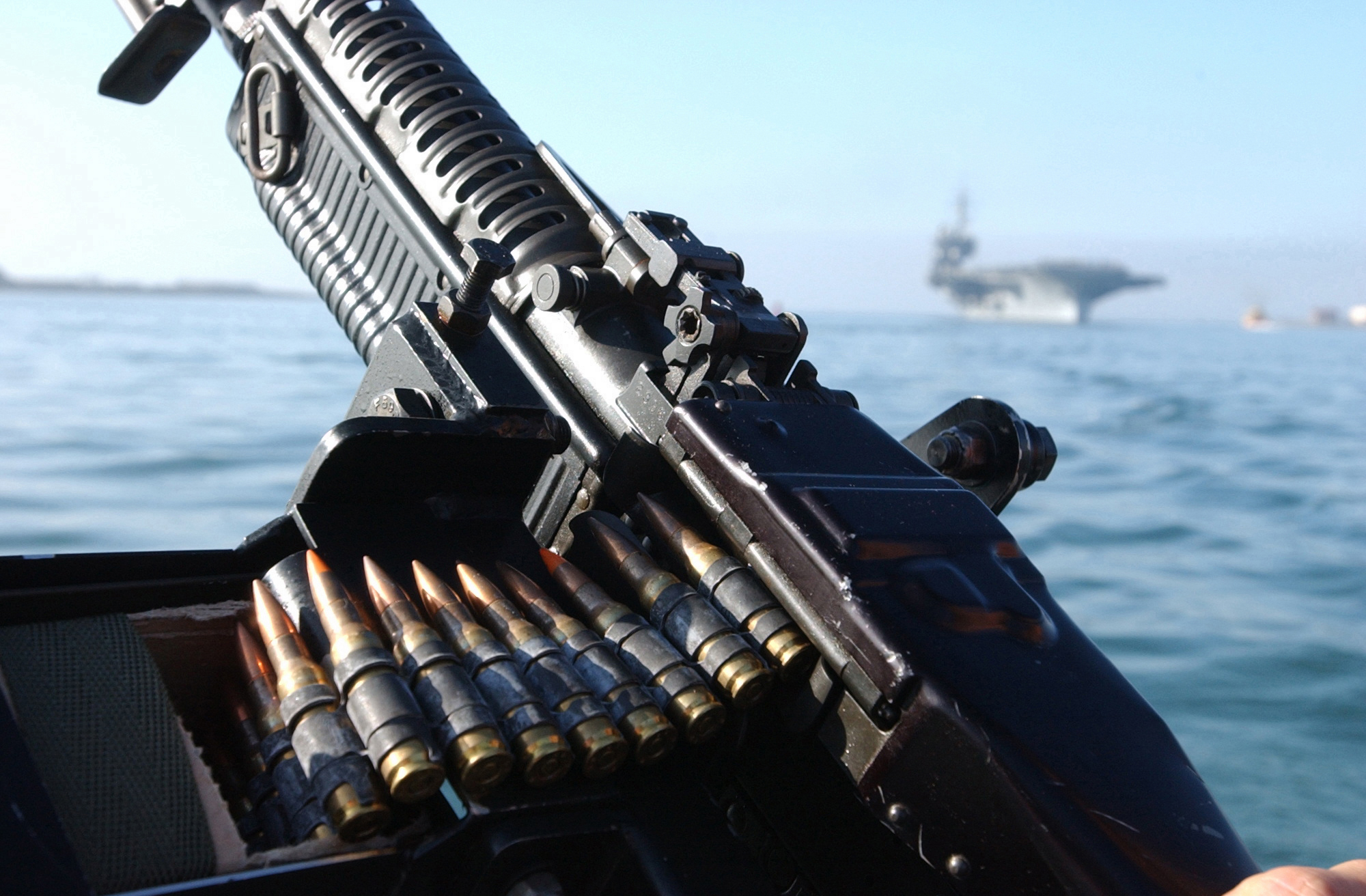
M60通用機槍上的M13彈鏈。

M13彈鏈（M13 Link）是美國軍方在1950年代起為其彈鏈供彈機槍設計的金屬製可散式彈鏈，主要提供給美軍及其他北約国家的7.62×51毫米口徑的機槍。M13彈鏈采用了超過50年，包括M60、FN MAG（M240）、FN Minimi 7.62（Mk 48）、AA-52、MG3及其他相同口徑的機槍。
M13彈鏈取代了使用M1彈鏈的白朗寧M1917及白朗寧M1919。當時，部份M1919亦改裝成使用M13彈鏈，連越戰中美國海軍的U.S. Navy Mark 21 Mod 0機槍也采用M13彈鏈。然而改裝成使用M13彈鏈的機槍不能改回使用M1彈鏈，可見美國軍方早已把M13彈鏈定為制式機槍彈鏈。
M13彈鏈在美國軍方定為制式彈鏈後，在西德出現了改良型的DM-13彈鏈，有些国家在采用後亦有進行改良，而美軍的5.56 NATO M27彈鏈也是以M13彈鏈縮小而成。

## 資料來源

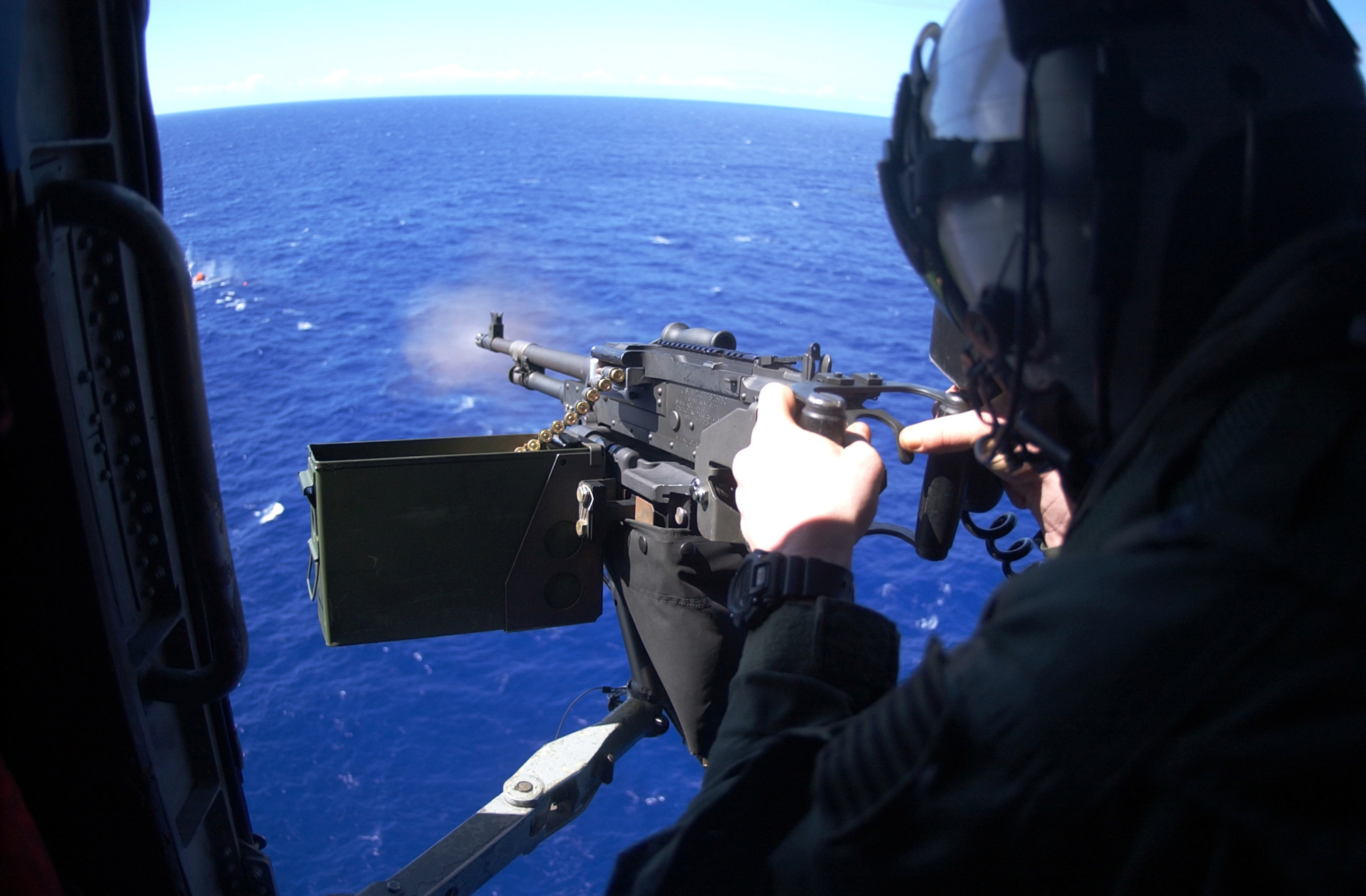
使用M13彈鏈的M240通用機槍。

1. ↑  .   [2008-07-15]. （原始内容存档于2010-09-29）.

- （英文） army-technology.com-彈藥 （页面存档备份，存于）

## 外部連結
- （英文） army-technology.com-彈藥 （页面存档备份，存于）